# Der Job (Film)
Der Job (Originaltitel: Il Posto) ist ein italienisches Filmdrama mit satirischen Elementen, das bei den Filmfestspielen von Venedig 1961 uraufgeführt wurde. Der mehrfach preisgekrönte Schwarzweißfilm ist der zweite Spielfilm des Regisseurs Ermanno Olmi und wird zum italienischen Neorealismus gezählt.
Im Jahr 2008 wurde Il Posto auf die offizielle, u. a. vom italienischen Kulturministerium anerkannte Liste „100 erhaltenswerte italienische Filme“ aufgenommen. Die hundert ausgewählten Filme entstanden zwischen 1942 und 1978 und haben das kollektive Gedächtnis Italiens maßgeblich geprägt.

## Handlung
Der junge Domenico lebt mit seinen Eltern und seinem jüngeren Bruder in beengten Verhältnissen, in der Nähe von Mailand. Mit dem Regionalzug fährt er nach Mailand, um sich bei einem großen Unternehmen vorzustellen. Etwa 15 Wartende sind schon anwesend, um den Eignungstest zu absolvieren. Unter den Mitbewerbern ist auch die fröhliche Antonietta, von der Domenico fasziniert ist.
Wie alle Arbeitsuchenden wird der schüchterne junge Mann einer ausführlichen Prüfung unterzogen. Zunächst muss eine schriftliche Prüfung absolviert werden und am Nachmittag wird ein gesundheitlicher Eignungstest durchgeführt. Zum Abschluss müssen alle im Einzelgespräch eine Reihe von (teilweise indiskreten) Fragen beantworten, in denen sie u. a. zu ihrer Einstellung, ihren Vorlieben und ihrem Trinkverhalten befragt werden.
Da sowohl Domenico als auch Antonietta eine Zusage erhalten, hofft er sie wiederzusehen und näher kennenzulernen, aber sie wird im Büro eingesetzt, während er zunächst lediglich einen Job als Botenjunge bekommt.
Vergeblich sucht er sie in der Kantine, wartet nach Feierabend im Regen, um sie wiederzusehen und besucht eine betriebsinterne Silvesterfeier, zu der sie eigentlich auch kommen wollte.
Im neuen Jahr bekommt auch Domenico schließlich die ersehnte Anstellung im Büro, nachdem ein anderer Mitarbeiter verstorben ist.

## Bemerkungen
Für mehr als zehn Jahre war Ermanno Olmi selbst im Büro einer Mailänder Firma tätig, wodurch seine eigenen Erfahrungen in den Film mit einflossen.
Im Ausland wird der melancholische Film oft als typischer Vertreter des italienischen Neorealismus bezeichnet. Anlässlich einer Aufführung im New Yorker Museum of Modern Art wurde bekannt, dass der Regisseur persönlich diesbezüglich anderer Ansicht war, da er nicht mit professionellen Schauspielern gearbeitet habe.

## Rezeption
Auf MUBI wird der Film (basierend auf über 1.300 Einzelbewertungen) mit 8,7 on 10 Punkten bewertet.
Auch auf Rotten Tomatoes erhält der Film gute Bewertungen: in allen zehn aufgeführten Fachkritiken wird der Film positiv bewertet und 93 Prozent des Publikums (basierend auf Bewertungen) findet den Film empfehlenswert.
Der Filmdienst lobt den Humor des Regisseurs und schreibt: „In ‚Il posto‘ bringt Olmi den Stil des phänomenologischen Realismus – Beobachtung wird neben Beobachtung scheinbar ohne Intervention des Autors gesetzt – zur Vollendung. Dennoch verraten Humor und satirische Ironie die führende Hand des Regisseurs.“
In seiner Besprechung in The New Yorker bezeichnet Richard Brody den Film als Melodram, in dem Satire und Romantische Komödie mit Sozialkritik und Mitleid mit dem Protagonisten zu einem analytischen Panorama des urbanen Lebens verschmelzen.

## Auszeichnungen
- 1961: London Film Festival: Sutherland Trophy, für den besten Film[5]
- 1961: Internationale Filmfestspiele von Venedig: 3 Preise, darunter Pasinetti- und OCIC-Award[8]
- 1962: Internationales Filmfestival Valladolid; Goldene Ähre für den besten Film[8]
- 1962: David-di-Donatello-Preis in der Kategorie Beste Regie[8]
- 1963: New York Film Critics Circle, Nominierung in der Kategorie Bester fremdsprachiger Film, zweiter Platz[5]